# Алеты
Алеты (лат. Alethe) — род воробьиных птиц из семейства мухоловковых. Представители рода распространены в западной и центральной Африке. Их естественной средой обитания являются субтропические или тропические влажные низменные леса.

## Таксономия
Род Alethe был выделен американским орнитологом Джоном Кассином в 1859 году. Ранее род относили к семейству дроздовых Turdidae, но в 2010 году два отдельных молекулярно-филогенетических исследования показали, что виды этого рода более тесно связаны с представителями семейства мухоловковых.

## Классификация
В состав рода включают два вида:
- Alethe diademata (Bonaparte, 1850) — Красношапочная алета — распространены от Сенегала до Того
- Alethe castanea (Cassin, 1856) — распространены от Нигерии до Уганды

Ещё четыре вида, ранее отнесённые к этому роду, не являются тесно связанными с типовым видом и, соответственно, были переведены в восстановленный род Chamaetylas.